# Заураловский сельский округ
Заура́ловский се́льский окру́г (каз. Заурал ауылдық округі) — административная единица в составе района Биржан сал Акмолинской области Казахстана. 
Административный центр — село Заураловка.

## История
В 1989 году существовал как — Заураловский сельсовет (сёла Заураловка, Кудукагаш, Яблоновка) в составе Кокчетавской области.
В периоде 1991—1998 годов:
- Заураловский сельсовет был преобразован в сельский округ;
- после упразднения Кокчетавской области вместе с районом сельский округ был включен в состав Акмолинской области.

## Население
| Численность населения | Численность населения | Численность населения |
| 1989                  | 1999                  | 2009                  |
| --------------------- | --------------------- | --------------------- |
| 1685                  | ↘1375                 | ↘988                  |

## Состав
| № | Населённый пункт | Тип населённого пункта       | Население, 1989 | Население, 1999 | Население, 2009 |
| - | ---------------- | ---------------------------- | --------------- | --------------- | --------------- |
| 1 | Заураловка       | село, административный центр | 930             | 654             | 441             |
| 2 | Кудукагаш        | село                         | 512             | 482             | 378             |
| 3 | Яблоновка        | село                         | 243             | 239             | 169             |

## Местное самоуправление
Аппарат акима Заураловского сельского округа — село Заураловка, улица Байтерек, 21.
- Аким сельского округа — Абдикенов Руслан Казбекович[1].